# Castello di Guiglia
Il Castello di Guiglia, noto anche come Castello Montecuccoli e Conventino, è un castello situato nell'omonimo comune in provincia di Modena. 

## Descrizione
Posto sulla cima di una collina da cui domina il borgo omonimo e la vallata del fiume Panaro, si trova non lontano da Vignola, a circa 35 km da Modena, ed è raggiungibile dalla Bazzanese.
Il Castello di Guiglia è il secondo castello a portare questo nome: il primo, in cima al Monte Vallaro a difesa della valle del Reno, era stato distrutto da un incendio.

## Storia

### Origini e Medioevo

Stemma della Casa d'Este

Le origini dell'attuale castello di Guiglia restano incerte. Alcune fonti ne fanno risalire la costruzione alla fine del IX secolo a difesa delle invasioni degli Ungari, altri al X secolo, mentre sul borgo di Guiglia si hanno informazioni più precise, dato che venne segnalato in una pergamena dell'Abbazia di Nonantola dell'890 d.C. e fece parte delle terre di Matilde di Canossa.
Durante le sanguinose lotte tra modenesi e bolognesi, nel 1326 il castello venne occupato delle truppe pontificie di Versuzio Lando passando così sotto il dominio estense.
I signori di Ferrara concessero il feudo a Taddeolo da Guiglia, ma dopo la sua morte si scatenò la lotta per la successione, nel 1353 fu quindi affidato a Giacomo dell'Abbazia per volere del marchese Aldobrandino. Tuttavia, Giacomo dell'Abbazia si rifiutò di sottomettersi a Modena schierandosi dalla parte dei Visconti, in quel periodo nemici degli Estensi. Il 16 giugno 1361 il castello fu distrutto da un incendio, per rappresaglia secondo l'ipotesi di alcuni storici.
Nel 1362 iniziò la ricostruzione del castello che durerà quarant'anni.
Nello stesso anno venne fondato nei pressi anche un oratorio, poi affidato ai padri carmelitani dell'Antica Osservanza, la cui importanza crebbe nei decenni seguenti portando alla fondazione della chiesa della Madonna del Carmine e di un convento, che contribuirà al soprannome dell'insieme del complesso di Conventino.

### Età moderna

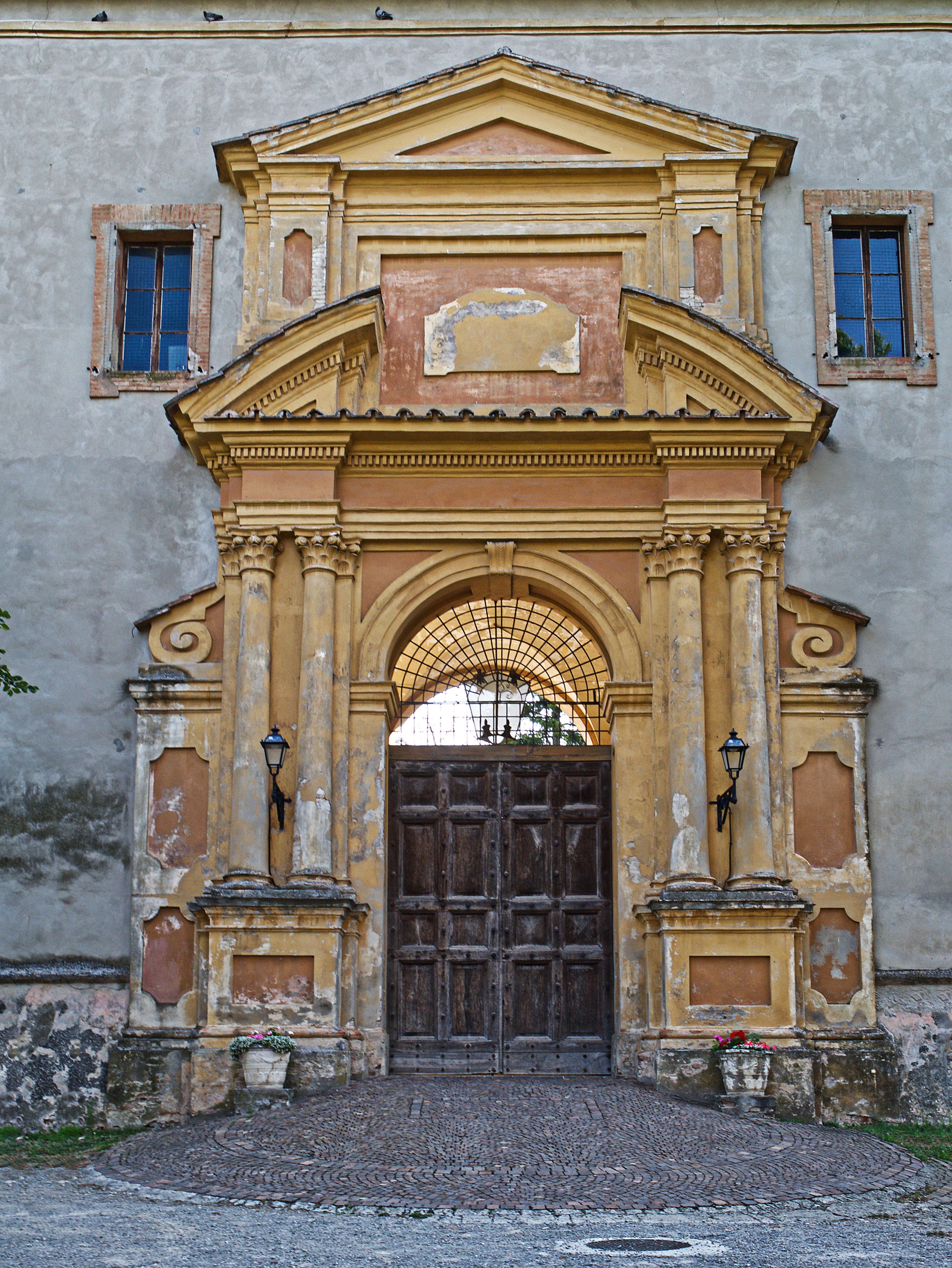
L'ingresso del castello dopo il rifacimento dei Montecuccoli-Laderchi

Dopo esser ritornato sotto il dominio estense nel 1405, per volere di Niccolò III d'Este Guiglia fu infeudata dai Pio di Carpi, e il castello venne accorpato alla podesteria di Rocca Malatina di cui condivise le tumultuose vicende, riconducibili ai conflitti tra modenesi e bolognesi per l'egemonia sul Frignano.
I Pio di Carpi restarono i signori del castello di Guiglia fino al 1510, quando Alberto III Pio si alleò con papa Giulio II diventando nemico agli Estensi e per questo venne dichiarato alto traditore da Carlo V, che reclamò terre e i castelli. Le truppe devote al papa e al signore di Guiglia, guidate da Domenico Amorotto, si scontrarono con l'esercito guidato da Cato da Castagneto, inviato da Carlo V.
La contesa del castello proseguì nei decenni successivi, stavolta tra i Tanari e i Montecuccoli.
Nel 1585 Ercole Aldrovandi fu infeudato dal duca Alfonso II d'Este in cambio di un cospicuo compenso mai onorato.
Nel 1596 il feudo di Guiglia divenne marchesato, dapprima in mano a Ferrante Estense Tassoni e poi a Ugo Pepoli fino al 1621.
Nell'anno della peste manzoniana, Francesco I d'Este infeudò il conte Francesco Montecuccoli, sposo di Sigismonda Laderchi, che procedette a una radicale trasformazione del castello per farne la sua residenza nobiliare. Il castello fu nuovamente danneggiato dalle truppe pontificie nel 1643 e dal terremoto del 1624.
Nel 1768 il duca Francesco III d'Este dichiarò soppressa la casa religiosa dei Padri Carmelitani ormai in declino, forzando i religiosi restanti a lasciare definitivamente il convento. La proprietà carmelitana nei pressi del maniero venne quindi acquistata dal marchese Giuseppe Montecuccoli-Laderchi.

### Età contemporanea

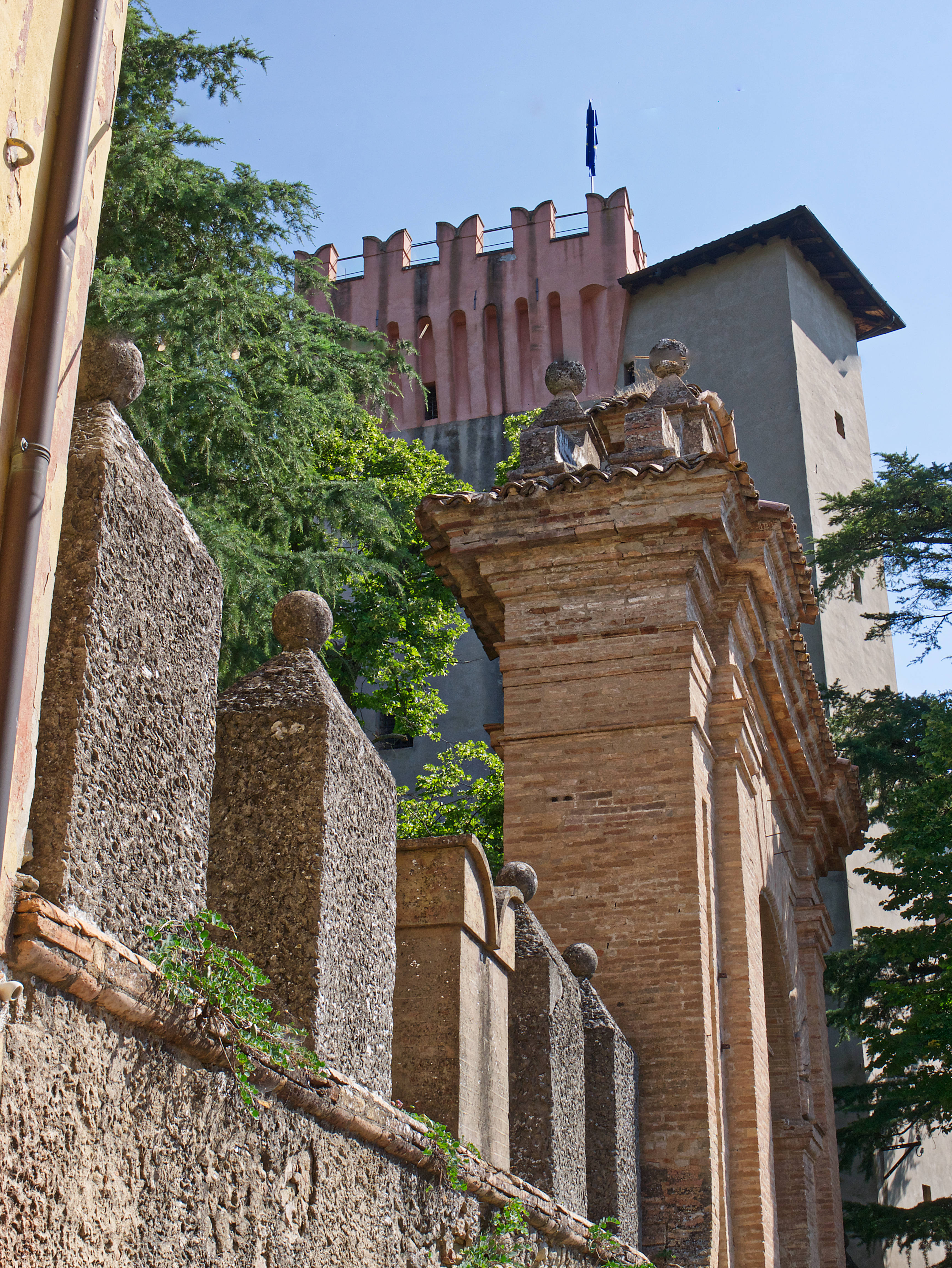
Dettaglio sugli elementi architettonici che rivelano gli interventi di epoche diverse

Il castello restò sotto il dominio degli Este fino al 1796, quando la Rivoluzione francese sancì l'abolizione dei privilegi feudali e Guiglia fu accorpata al Dipartimento del Reno.
A fine Ottocento il castello fu messo all'asta dagli eredi. L'ingegnere svizzero Giovanni Beusch - che aveva sposato una guigliese - decise di acquistarlo per trasformarlo in un albergo termale, uno stabilimento idro-elettro-terapico che sfruttava la sorgente ferruginosa della proprietà. Poco prima della seconda guerra mondiale l'albergo chiuse i battenti. Fu quindi venduto al Comune di Reggio Emilia che ne fece una colonia per bambini nel 1919. Nel 1939 fu acquistato dal Podestà del comune di Guiglia. Durante la seconda guerra mondiale fu adattato a ospedale militare per la sua vicinanza con la Linea Gotica e servì da deposito per nascondere le opere d'arte della Galleria Estense. Guiglia attraversò la guerra relativamente indenne fino al 15 aprile 1945 quando le bombe alleate danneggiarono alcuni edifici del borgo e il Castello di Guiglia, appena pochi giorni prima della Liberazione.
Nel secondo dopoguerra il Comune di Guiglia convertì il complesso del Conventino in sede espositiva e turistico-ricreativa. A maggio 1946 aprì le porte il casinò della struttura, allestito in due grandi sale al piano e chiuso subito dopo per l'entrata in vigore delle nuove norme statali sulle case da gioco.

## Architettura

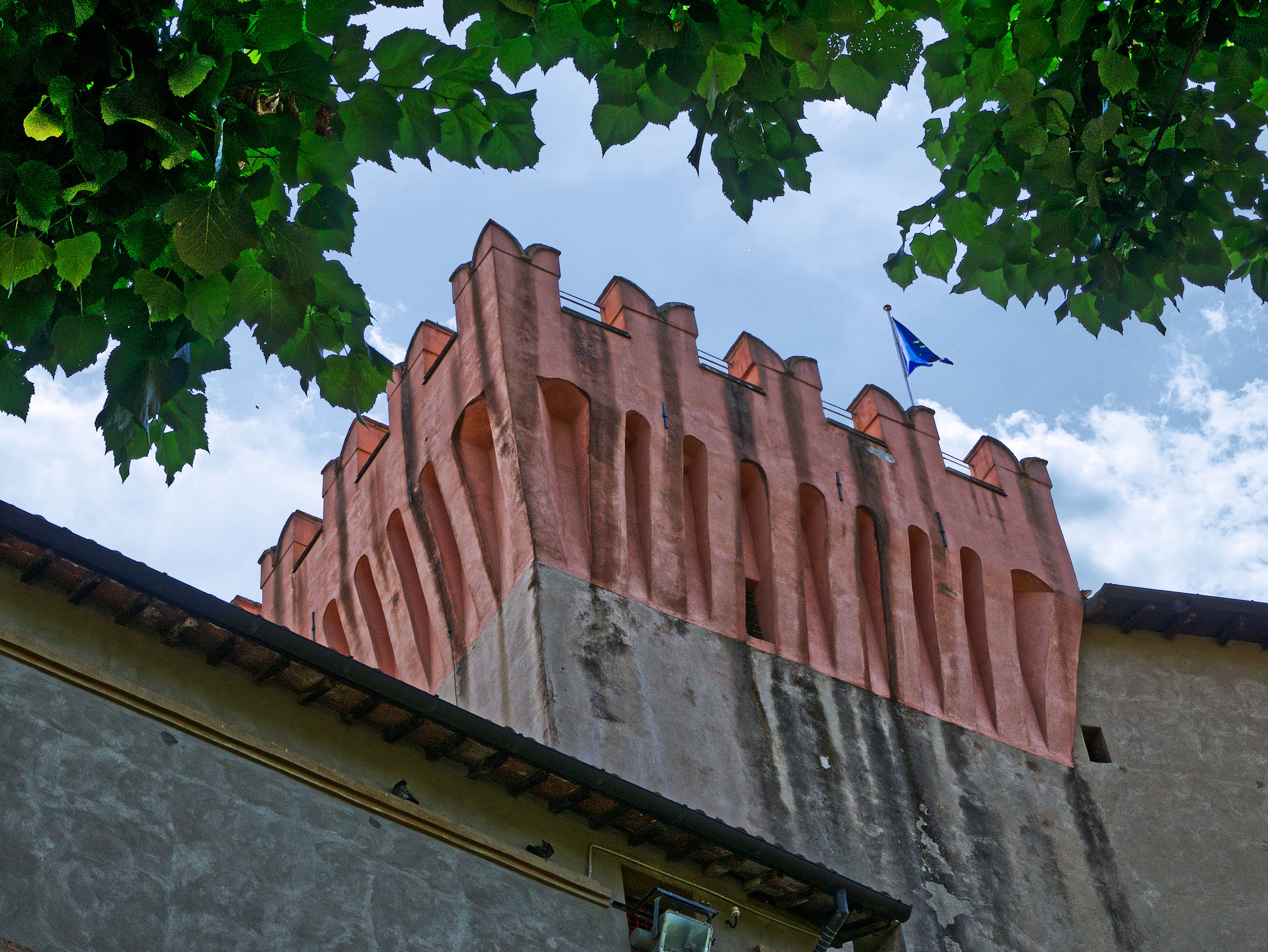
La torre merlata del Castello

Il castello di Guiglia fu danneggiato e ricostruito più volte. 
Durante il terremoto del 1571 subì vari danni, e fu di nuovo colpito nel 1624, quando crollarono parti delle mura e delle torrette.
Venuta meno la funzione militare, il conventino fu adibito a palazzo residenziale sotto i Montecuccoli-Laderchi che lo fece ricostruire e ampliare: il ponte levatoio venne eliminato a favore di un nuovo portale d'ingresso e un porticato a tre arcate verso il cortile interno, le sale interne vennero ingentilite con arredi di pregio, decorazioni in stucco e scagliola e affreschi del pittore Francesco Vellani (1688-1768).
Della cinta muraria originaria resta solo la torre merlata del Quattrocento, inglobata nella struttura residenzale durante le trasformazioni del 1630. Si accede al cortile del castello da un portale decorato in cotto.

### Strutture annesse
Nel piazzale prospiciente il castello, negli spazi dell'antica chiesa dei Carmelitani nel 1745 Giuseppe Montecuccoli-Laderchi fece costruire un teatro, sede di varie rappresentazioni. Nel cortile del castello, all'interno della cinta muraria, si riconoscono le antiche strutture del convento e della chiesa del Carmine.
Nascosto nella pineta nei pressi del castello tra il 1690 e il 1715 fu costruito anche un oratorio, versione in miniatura del santuario di San Luca a Bologna, in seguito luogo di sepoltura della famiglia dei Montecuccoli-Laderchi.
All'esterno della cinta muraria, di fronte a uno degli ingressi è ancora presente la Torre dell'Orologio, del 1535.